# The Maxx

The Maxx est une série mensuelle de bandes dessinées créée par Sam Kieth en 1993 pour Image Comics, représentant un personnage étrange, balloté entre le monde des rêves et la réalité.

## Histoire
Quand elle était au collège, une jeune femme nommée Julie est sortie de sa voiture pour aller aider un homme dans une ruelle, mais celui-ci la viole et la tabasse, la laissant pour morte. Julie se replie sur elle-même. Elle rêve de l'Outback, le pays imaginaire qu'elle avait créé quand elle était petite, dont elle était la reine,(La reine-léopard) une déesse toute puissante. Ce monde est peuplé d'étranges créatures noires de l'ancienne Australie. Un jour, elle renverse un clochard avec sa voiture. Effrayée par sa dernière mésaventure, elle le cache sous des ordures, créant ainsi un lien avec l'Outback. Le clochard se transforme avant de se réveiller et de la suivre jusque chez elle.
Ce personnage entre à son tour dans le monde des rêves où il devient « the Maxx », protecteur de la reine dans le monde des rêves et dans la réalité. La plupart du temps, Maxx doit empêcher le mystérieux et pervers Mister Gone, qui manipule les étranges créatures noires du monde des rêves, de s'attaquer à son entourage.

## Apparence
The Maxx est grand et musclé, habillé en violet avec des griffes jaunes aux bout de chaque bras. Il porte un masque avec un râtelier.

## Adaptation
Une adaptation de l'histoire en mini-série d'animation de 13 épisodes a été diffusée sur MTV en 1995.